# Crassula peploides
Crassula peploides (лат.) — вид суккулентных растений рода Толстянка (Crassula) семейства Толстянковые (Crassulaceae), естественно произрастающий на территории Лесото и Южно-Африканской Республики.

## Название
Родовое латинское название Crassula происходит от латинского слова crassus, — «толстый», в основном из-за присутствия у растений этого рода сочных листьев.
Видовой латинский эпитет peploides происходит от названия рода Peplis (синоним Lythrum) и греческого суффикса -oides, — «напоминающий».

## Ботаническое описание
Многолетники с несколькими верхушечными розетками на мясистых стеблях, которые переходят в мясистые корни. Листья линейно-треугольные, размером (3-) 5-15 х 2-3 мм, обычно острые, к основанию практически не расширяющиеся. Они могут иметь почти цилиндрическую форму или быть более или менее уплощенными сверху, иногда покрытыми мелкими волосками. Цвет листьев в основном зеленый, но часто с оттенком красного или красновато-коричневого цвета.
Соцветия часто представлены несколькими дихазиями, которые иногда заканчиваются монохазией с цветоножками. Цветонос может достигать длины до 40 мм. Цветки имеют линейные, чашелистики длиной 2–3 мм, обычно с различной длиной и острыми вершинами, почти треугольные в сечении, мясистые, без волосков, часто зеленовато-красного оттенка. Венчики звездчатые, сросшиеся у основания, размером до 2 мм, белые с красноватым оттенком. Лепестки от эллиптических до обратнояйцевидных, 3–4,5 мм длиной, каждый с закругленной вершиной, слабо ребристым, но без дорсального придатка. Пыльники желтые.
Время цветения приходится на лето и осень.

## Таксономия
Crassula peploides Harv., первое упоминание в Fl. Cap. 2: 355 (1862).

### Синонимы
- Crassula galpinii Schönland